# Aulonium parallelopedium
Aulonium parallelopedium là một loài bọ cánh cứng trong họ Zopheridae. Loài này được Say miêu tả khoa học năm 1862.